# Portugalski Korpus Ekspedycyjny
Portugalski Korpus Ekspedycyjny (port. Corpo Expedicionário Português; CEP) – główna portugalska jednostka wojskowa biorąca udział w walkach na zachodnim froncie podczas I wojny światowej. Neutralnej do 1916 roku Portugalii Cesarstwo Niemieckie wypowiedziało wojnę po tym, jak jej wojska zagarnęły niemieckie statki handlowe. Niedługo potem powołany został Korpus liczący około 55 000 żołnierzy, których w maju 1917 roku przetransportowano do Francji. CEP obsadził sektory frontowe od Neuve-Chapelle do Ferme du Bois; chrzest bojowy przeszedł 4 czerwca. Brał aktywny udział w walkach, aż do bitwy pod Lys, po której musiał zostać wycofany i przeformowany, utraciwszy 1/3 stanu pierwotnego. Ostatnie walki odbył 11 listopada 1918 roku na znajdującym się w niemieckich rękach brodzie rzeki Skaldy.

## Tło
Po wybuchu I wojny światowej Portugalia zadeklarowała neutralność – do 1916 roku nie angażowała się w konflikt, jeśli nie liczyć drobnych potyczek z niemieckimi oddziałami kolonialnymi w Afryce. W marcu 1916 roku rząd zajął część zacumowanych w Lizbonie statków należących do państw centralnych; Cesarstwo Niemieckie potraktowało to jako wrogi akt i wypowiedziało wojnę .
Rząd ogłosił utworzenie sił ekspedycyjnych, przeznaczonych na front zachodni – pierwsze oddziały zostały stworzone w lipcu. Na początku 1917 roku siły podzielono na dwa elementy:
1. Portugalski Korpus Ekspedycyjny (CEP) – siły piesze liczące około 55 000 ludzi, znajdujące się pod dowództwem brytyjskiej 1 Armii[1] ;
2. Portugalski Niezależny Korpus Artyleryjski (CAPI) – siły artyleryjskie liczące 9 baterii ciężkich dział kolejowych, obsługiwanych przez Portugalczyków, a zasilanych francuskim i brytyjskim sprzętem, działające pod dowództwem Armée de terre[1] .

Początkowo CEP funkcjonował jako pojedyncza wzmocniona dywizja piechoty, zorganizowana wedle portugalskiego modelu, gdzie dywizje były znacznie większe niż ich brytyjskie odpowiedniki. Ostatecznie CEP przystosowano do brytyjskich warunków, co przemieniło go w dwudywizyjny korpus armijny z dodatkowym korpusem wsparcia złożonym z kilku batalionów. Nowa organizacja pozwalała na odpowiednią autonomię, dzięki której CEP mógł kontrolować cały niezależny sektor zachodniego frontu .

## Dyslokacja

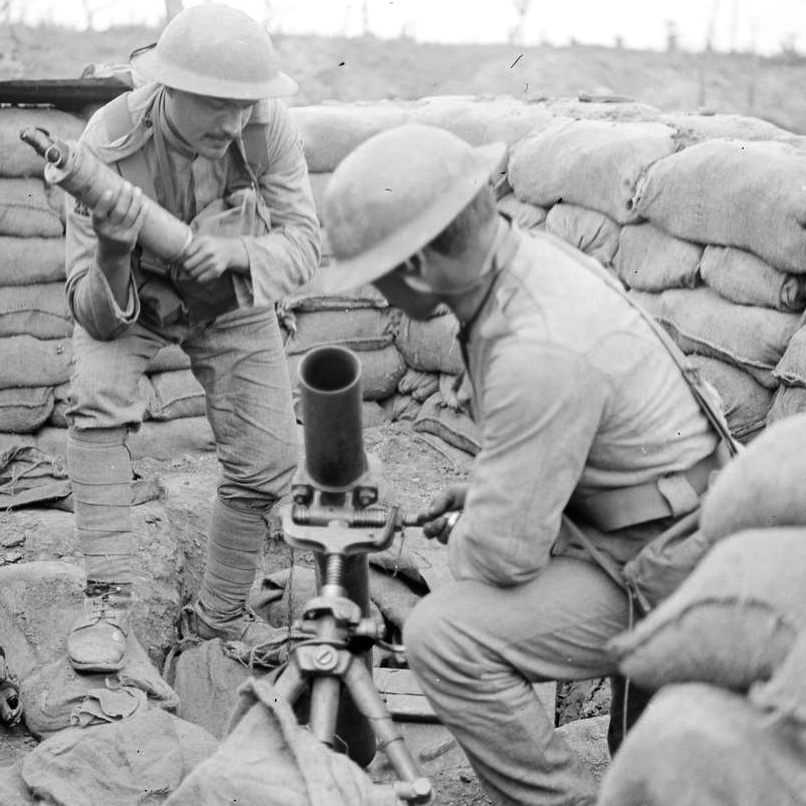
Żołnierz CEP ładujący moździerz Stokesa

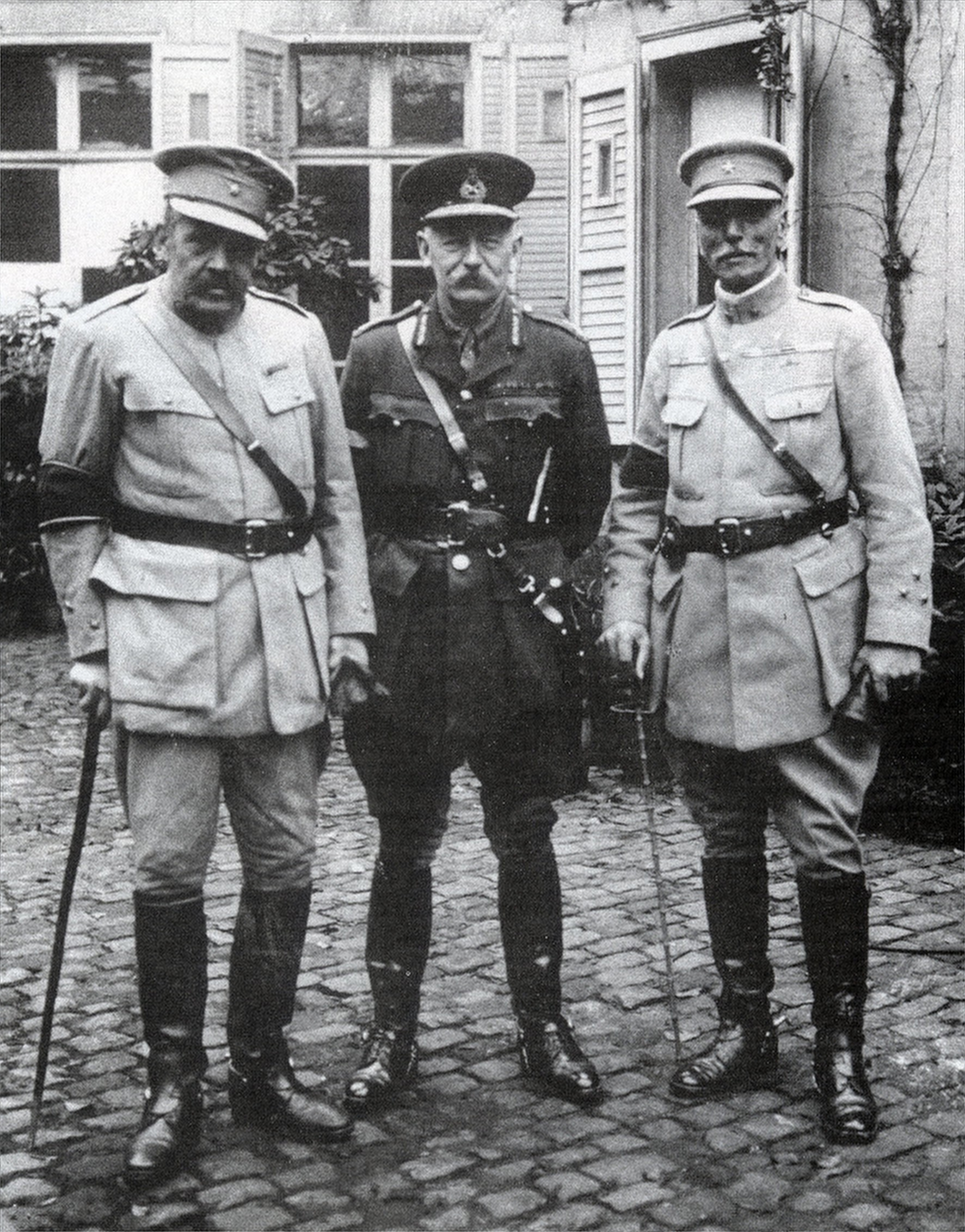
Generałowie de Abreu i da Costa i Haking

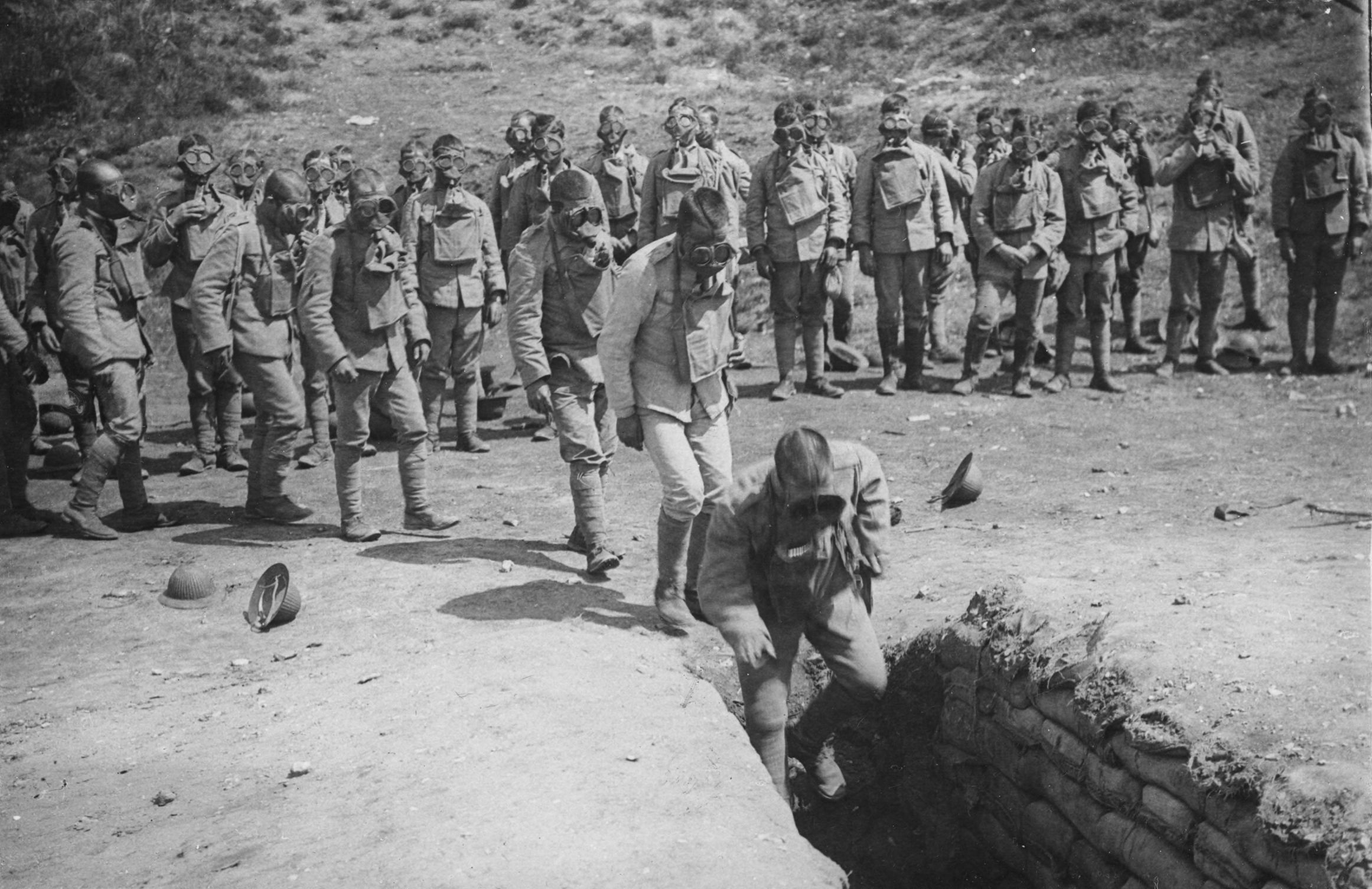
Żołnierze CEP trenujący walkę w maskach gazowych

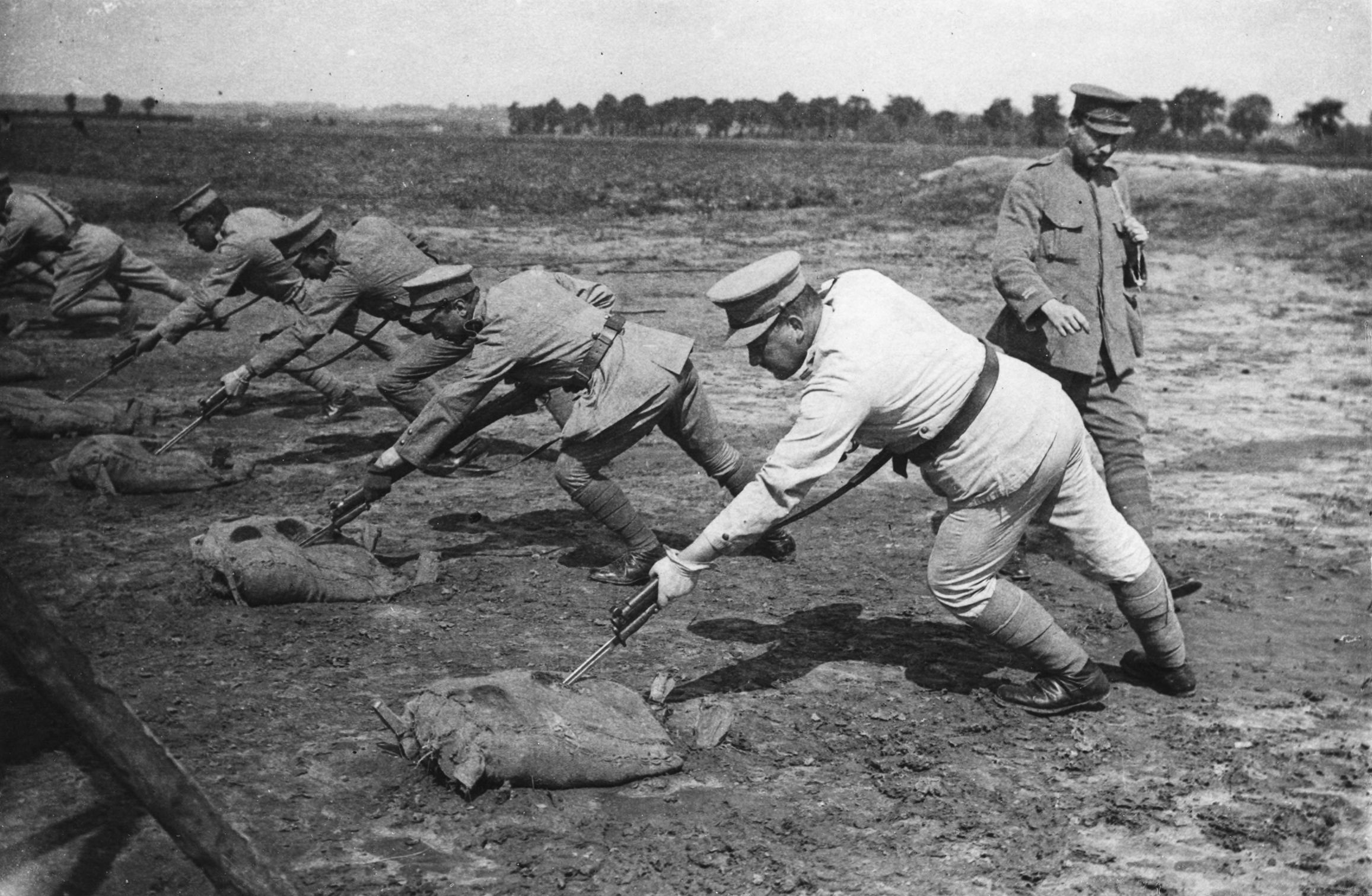
Żołnierze CEP trenujący walkę bagnetami

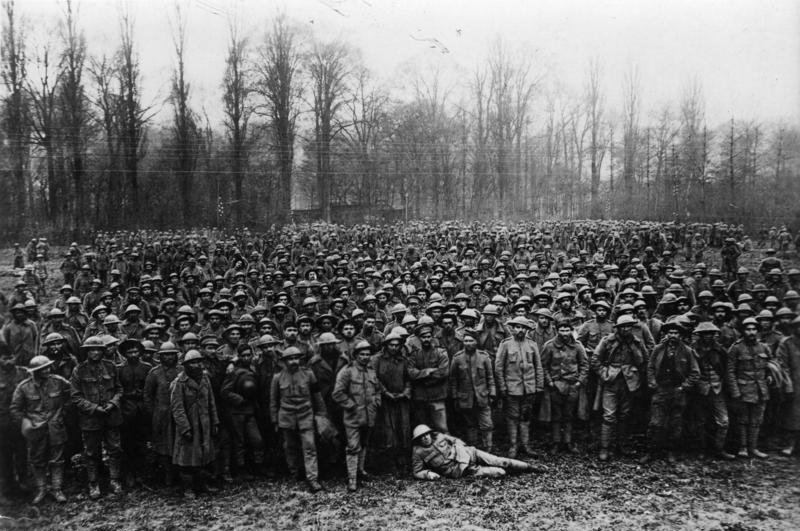
Więźniowie CEP po bitwie pod Lys

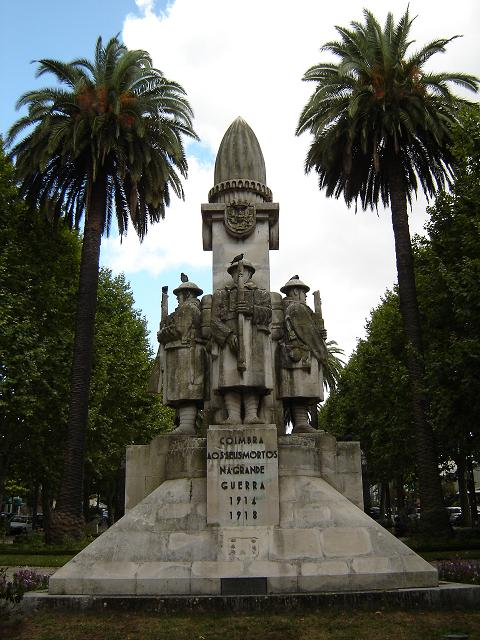
Pomnik pamięci poległym w I WŚ, Coimbra

CEP został przetransportowany do Francji na początku 1917 roku; tamże żołnierze przeszli trening walk w okopach i otrzymali brytyjskie uzbrojenie. Pierwsze oddziały wkroczyły na pole walki w maju, natomiast cały sektor frontu znalazł się pod komendą CEP w listopadzie. Pod koniec października do Francji trafiło około 60 000 żołnierzy .
Od 6 listopada 1917 roku CEP sprawował kontrolę nad całym liczącym 18 km „portugalskim sektorem” frontu zachodniego. Zgodnie z praktykami aliantów, sektor składał się z 3 linii obronnych. Pierwsza zawierała linię frontu (linia „A”), linię wsparcia (linia „B”) oraz linię rezerw (linia „C”). Druga zawierała linię miejską (linia kwater głównych brygad) oraz linię korpusu. Ostatnia linia, linia armii formowała trzecią linię obronną .
Sektor portugalski został podzielony na cztery sektory brygad. Każda z nich dysponowała dwoma batalionami na froncie (każdy broniący podsektor), jednym batalionem wsparcia i jednym rezerwowym. Każda z dwóch dywizji CEP kontrolowała dwa sektory brygad, jednocześnie mając w pogotowiu jedną brygadę rezerwy .

## Służba bojowa
4 czerwca 1917 roku Portugalczycy przeszli chrzest bojowy w sektorze Neuve Chappelle. Niemiecki atak został odparty przez 35 Batalion, przetransportowany do okopów ledwie dwa dni wcześniej. Nocą 12 czerwca nastąpił kolejny atak, dokonany większymi siłami, w sektorach Neuve Chappelle i Ferme du Bois; skuteczny odpór dały 2, 3 i 7 batalion .
14 sierpnia Niemcy dokonali kolejnej ofensywy na linie portugalskie. Po intensywnym bombardowaniu artyleryjskim oddziały szturmowe zaatakowały sektory Neuve Chappelle i Fauquissart. W trakcie akcji wyróżnił się ppor. Hernâni Cidade z 35 Batalionu, który schwytał kilku jeńców, w tym kapitana przewodzącego atakowi. Podczas kolejnego natarcia 14 września ppor. Gomes Teixeira z 7 Batalionu wraz ze swoim plutonem przeprowadził kontratak, w trakcie którego zabił kilku niemieckich żołnierzy i oficera oraz schwytał 4 jeńców. 13 grudnia ppor. David Neto w towarzystwie jedynie swojego przybocznego pojmał cały niemiecki patrol, składający się z 1 oficera i 7 ludzi. Ze względu na powyższe wydarzenia linia „A” została ochrzczona przez Portugalczyków „Linią Podporuczników” .
Te działania spowodowały, że CEP był pierwszym oddziałem, który wykonał rozkaz gen. Horne’a pojmania niemieckich jeńców dla celów wywiadowczych. W efekcie korpus został wyróżniony przez dowództwo 1 Armii .
Sztab 1 Armii zdawał sobie sprawę, że portugalski sektor był zbyt długi do obrony dla zaledwie 4 brygad, co poskutkowało jego skróceniem do 12 km 22 grudnia 1917 roku. Do 6 kwietnia 1918 składał się z następujących sektorów (od lewej do prawej): Fauquissart, Chapigny, Neuve Chapelle i Ferme du Bois .
Pomimo wspomnianych zasług morale podczas zimy 1917–1918 były niskie, głównie ze względu na złą pogodę oraz przekonanie żołnierzy, iż nie ma żadnej potrzeby dla ich obecności we Francji. Prócz tego w grudniu 1917 upadł portugalski rząd, a prezydentem został Sidónio Pais. Nowy rząd kwestionował potrzebę wspierania Trójporozumienia, ułatwiając żołnierzom urlopowanie – wielu oficerów skorzystało z tej możliwości. Kolejny powodem był fakt, iż Brytyjczycy zaangażowali wszystkie moce przewozowe w transport wojsk amerykańskich po tym, jak Stany Zjednoczone wypowiedziały Cesarstwu Niemieckiemu wojnę w kwietniu 1917.
Innym problemem było stopniowe wykrwawianie się jednostek – do kwietnia 1918 ofiary CEP stanowiły 10% stanu pierwotnego, do czego przyczyniła się okopowa wojna na wyniszczenie oraz brak niemal połowy oficerów. Posiłki nie nadciągały i w efekcie oddziały nie posiadały odpowiedniej liczby ludzi do właściwego funkcjonowania. Rutyną stała się praktyka wstrzymywania przepustek dla frontowców – niektórzy z nich pozostawali w okopach przez 6 miesięcy bez przerwy, co pogłębiało niskie morale .
Od stycznia 1918 nasiliły się ataki niemieckie. 2 marca nastąpiło silne natarcie w sektorach Chapigny i Neuve Chapelle, wsparte ostrzałem artyleryjskim, gazami bojowymi oraz ogniem z moździerzy i karabinów maszynowych. O 5 rano wojska niemieckie zajęły linię frontową, zmuszając 4 Batalion do ucieczki. Nacierającym odpowiedziała portugalska artyleria, wystrzeliwując ok. 1400 granatów. Kontratak przeprowadzony przez 4 batalion, wspierany przez bataliony 12 i 17, przerwał natarcie. Podczas walki strona portugalska utraciła 146, a niemiecka ponad 200 ludzi.
Mimo trudności CEP nie tylko wytrzymał natarcia niemieckie, ale przejął inicjatywę. 9 marca dowodzona przez kpt. Ribeira de Carvalha 1 kompania 21 Batalionu, wspierana przez 25 saperów, przeprowadziła atak w sektorze Ferme du Bois. Podczas akcji Portugalczycy zabili i pojmali wielu niemieckich żołnierzy, jednocześnie niszcząc kilka ufortyfikowanych pozycji obronnych, tracąc przy tym 20 ludzi. 18 marca kompania utworzona ze 100 ochotników z 14 Batalionu dowodzona przez kpt. Valego d’Andradego natarła na pozycje w sektorze Neuve Chapelle, chwytając 3 jeńców .
CEP prezentował aktywną postawę bojową do momentu wycofania 1 Dywizji. Trzy dni przed tym wydarzeniem, o świcie 3 kwietnia, kompania 2 Batalionu dowodzona przez kpt. América Olava zaatakowała niemieckie pozycje bronione przez 81 Dywizję Rezerwową w sektorze Chapigny, zajmując i niszcząc jej 1 i 2 linię, nim wycofała się pod wpływem ostrzału artyleryjskiego .
W kwietniu 1918 pojawiły się przypadki niesubordynacji. Kulminacją był bunt wyczerpanego walką 7 Batalionu 4 kwietnia – żołnierze odmówili powrotu na linię frontu, którą opuścili zaledwie kilka dni wcześniej. Podjęto decyzję wycofania CEP i zastąpienia go oddziałami brytyjskimi. 6 kwietnia 1 Dywizja została zabrana z frontu, a w jej miejsce stanęła 55 Dywizja, rozciągając swoje linie na południe, tak aby wypełnić przerwy, podczas gdy portugalska 2 Dywizja, od tego momentu pod dowództwem brytyjskiego XI Korpusu, zapełniła linię w pozostałych sektorach. 2 Dywizja sprawowała kontrolę nad odcinkiem przekraczającym długością dwukrotnie przewidziany zasięg operacyjny – jej wycofanie zaplanowano na 9 kwietnia; na jej miejscu stanąć miały dwie brytyjskie dywizje. Plany spełzły na niczym, jako że rankiem 9 strona niemiecka rozpoczęła wielką ofensywę, która przerodziła się w bitwę pod Lys.

### Bitwa pod Lys
Rankiem 9 kwietnia rozstawienie poszczególnych brygad 2 Dywizji CEP wyglądało następująco: na północy 4 Brygada, w centrum 6, zaś na południu 5. Z tyłu znajdowała się 3 Brygada (pozostawiona przez 1 Dywizję jako posiłki) pełniąca funkcję rezerwy.
Około 4 nad ranem niemiecki ostrzał artyleryjski rozpoczął bitwę pod Lys. Ostrzał 1700 dział trwał około 2 godzin, a jego centrum znajdowało się na przedzie portugalskiego sektora. Mimo wielkiej przewagi wroga portugalskie działa odpowiedziały natychmiastowym ogniem 80 dział.
O 7 rano osiem niemieckich dywizji (35, 42, 1 i 8 Bawarska Rezerwowa w pierwszej fali oraz 8, 117, 81 Rezerwowa i 10 Zapasowa w drugim natarciu) zasypały portugalskie linie, liczące 20 000 ludzi, swoimi 100 000.
Portugalska 4 Brygada, broniąca zachodniego sektora wraz z 8 i 20 Batalionem, 29 Batalionem wsparcia oraz 3 Batalionem w odwodach, została zaatakowana przez niemiecką 42 Dywizję. 8 Batalion, wzmocniony przez 29, powstrzymał pierwsze natarcie. Do 8 rano lewa flanka portugalskich sił była coraz bardziej ogarniana przez wroga wciskającego się w przestrzeń po uciekających Brytyjczykach 119 Brygady 40 Dywizji. Pod naporem Niemców Portugalczycy uciekli do kwatery głównej 4 Brygady w Laventie, gdzie uczynili swój ostatni bastion i zostali pokonani do 11 przed południem.
Niemiecka 35 Dywizja atakowała sektor centralny, broniony przez portugalską 6 Brygadę, i szybko złamała opór walczących tam batalionów – 1 i 2.
Południowy sektor był atakowany przez bawarskie dywizje – 1 i 8. 8 Dywizja przełamała opór 17 Batalionu 5 Brygady w pierwszych liniach oraz wspierającego go 11 Batalionu 6 Brygady. 10 Batalion 5 Brygady stojący w pierwszych szeregach oraz wspierający 4 Batalion utrzymały się na pozycjach i zdołały spowolnić marsz 1 Dywizji Bawarczyków. Ostatecznie 1 Bawarska Dywizja Rezerwowa dotarła do kwatery głównej 5 Brygady w Canse du Raux, zdobywając ją o 1 po południu i zabijając głównodowodzącego, płk. Manuela Martinsa.
Do 10.30 portugalskie baterie artyleryjskie, które nie zaprzestały ognia nawet po tym, gdy chroniące ich pozycje piechoty zostały przełamane, zaczynały być neutralizowane przez Niemców. Większości z nich udało się utrzymać i prowadzić ogień do godziny 11.
Większa część 2 Dywizji przestała istnieć jako formacja wojskowa, uciekając w takim popłochu, iż dywizyjny sztab musiał relokować się aż dwa razy .
Konne rezerwy brytyjskiego XI Korpusu zostały oddelegowane jako wsparcie dla portugalskiej 3 Brygady dającej odpór niemieckiemu natarciu. 1 Regiment Konny Króla Edwarda oraz 11 Batalion Rowerowy wysłano jako wsparcie dla 13 (5 Brygada) i 15 (3 Brygada) batalionu, stawiającym czoła ofensywie na południowym odcinku aż do następnego ranka i zapobiegającym natarciu na południu i południowym zachodzie. Tu miało miejsce wydarzenie związane z Aníbalem Milhaisem, żołnierzem 15 Batalionu przezywanym Soldier Millions – uzbrojonym jedynie w karabin maszynowy Lewisa, pod gradem kul, odparł dwa natarcia wroga, gęstym ogniem osłaniając swoich portugalskich i brytyjskich towarzyszy. Ostatnia grupa oddziałów, dowodzona przez kpt. Benta Romę z 13 Batalionu, odpierała niemiecką ofensywę w Lacouture do 11.45 10 kwietnia.
Przerwy w linii zostały zapełnione przez 2 dywizje: 50 Nortumbryjską oraz 51 Górską .
Późniejsze wyliczenia wykazały, iż 9 kwietnia CEP utracił około 400 zabitych i 6500 jeńców, co stanowiło trzecią część sił frontowych .

### Ocena starcia pod Lys
Werdykt historyczny, w znacznej mierze negatywny, został streszczony w słowach: „[Portugalczycy] zrujnowali Ludendorffa i ocalili swoich sojuszników, uciekając”. Niemiecki atak powierzchownie imponujący, zwłaszcza na początku, szybko utracił impet i zatrzymał się. Przypuszcza się jednakże, iż załamanie linii frontu nastąpiłoby także i w przypadku, gdyby broniły się wypoczęte oddziały o pełnych stanach – podobna sytuacja miała miejsce miesiąc wcześniej podczas operacji „Michael”, kiedy to opór brytyjskich oddziałów przełamany został równie szybko .
Brytyjskie wysokie dowództwo obarczyło Portugalczyków odpowiedzialnością za błędy taktyczne, ignorując fakt, iż upadek CEP był tylko małą częścią porażki odniesionej przez 1 i 5 Armię przed ofensywą wiosenną .

## Dalsze działania CEP
Niedobitki CEP zostały wycofane i oddelegowane do służby pionierskiej i żandarmeryjnej; 1 Dywizja powróciła na front na krótki okres – 16 czerwca 1918 roku wzmocniona brytyjskimi oddziałami zastąpiła 14 Lekką Dywizję na pozycjach obronnych linii Liliers-Steenbekque.
We wrześniu 1918 roku, dowodzony przez gen. Garcię Rosada, CEP został zreorganizowany, aby ponownie włączyć się do walk. Celem było sformowanie trzech brygad złożonych z 9 batalionów piechoty składających się z żołnierzy rozbitego korpusu. Do końca października cztery bataliony (I, IV, VIII i IX) były gotowe do walki; wzmocnione artylerią, oddziałami inżynieryjnymi, ciężkimi karabinami maszynowymi oraz resztką formacji portugalskich, wzięły udział w ofensywie stu dni.
Ostatnie walki Portugalczycy odbyli w dniu zawieszenia broni. 11 listopada 1918 roku 4 kompania IV Batalionu (były 23 Batalion 1 Dywizji), dowodzona przez kpt. Barrosa Bastosa, dokonała natarcia na niemiecki bród na Skaldzie.
Do momentu podpisania rozejmu w 1918 roku starty CEP wyniosły 2160 zabitych, 5224 rannych oraz 6678 pojmanych, co razem dawało trochę ponad 14 000 przy początkowej liczebności wynoszącej 60 000 .

## Skład
- 1 Dywizja
  - 1 Brygada (21, 22, 28 i 34 batalion piechoty oraz bateria lekkich moździerzy 75 mm)
  - 2 Brygada (7, 23, 24 i 25 batalion piechoty oraz bateria lekkich moździerzy 75 mm)
  - 3 Brygada (9, 12, 14 i 15 batalion piechoty oraz bateria lekkich moździerzy 75 mm)
  - Oddziały dywizyjne
    - 3 bataliony ciężkich karabinów maszynowych
    - 3 dywizjony artylerii
    - 3 baterie moździerzy 152 mm
    - bateria moździerzy 236 mm
    - 3 kompanie minerów i saperów
    - kompania telegraficzna
    - batalion motorowy
- 2 Dywizja
  - 4 (Minho) Brygada (3, 8, 20 i 29 batalion piechoty oraz bateria lekkich moździerzy 75 mm)
  - 5 Brygada (4, 10, 13 i 17 batalion piechoty oraz bateria lekkich moździerzy 75 mm)
  - 6 Brygada (1, 2, 5 i 11 batalion piechoty oraz bateria lekkich moździerzy 75 mm)
  - Oddziały dywizyjne
    - 3 bataliony ciężkich karabinów maszynowych
    - 3 dywizjony artylerii
    - 3 baterie moździerzy 152 mm
    - bateria moździerzy 236 mm
    - 3 kompanie minerów i saperów
    - kompania telegraficzna
    - kompania motorowa
- Oddziały korpusu
  - oddział rowerowy
  - batalion minerów
- Odwody
- Siły pod bezpośrednim dowództwem brytyjskiej 1 Armii:
  - batalion kolejowy
  - korpus ciężkiej artylerii (10 baterii ciężkich haubic)